# 那拉扬·桑亚尔
那拉扬·桑亚尔（Narayan Sanyal；—2017年4月17日），熟称其化名比乔伊·达（Bijoy da，“达”是孟加拉语中的敬语后缀），别名纳温·普拉萨德（Naveen Prasad），是印度共产党（毛主义）的资深政治局委员。桑亚尔是纳萨尔派领导人查鲁·马宗达最早的同志之一和印度共产党（马列）党员。据信，在被逮捕时，那拉扬·桑亚尔是党内第二号人物，仅次于总书记贾纳帕蒂。

## 生平
桑亚尔出生在孟加拉国博格拉县的一个富裕家庭。他的父亲是印度国民大会党的地方领导人。1940年代，桑亚尔家庭搬到印度。在完成教育后，他加入了印度联合银行在加尔各答的一项服务。1960年代，他辞职并参与左翼政治。
桑亚尔最初与孟加拉革命者阿南塔·拉辛格创立的“人-钱-枪”团体有关，直到1967年纳萨尔巴里起义爆发。1969年，他去了比哈尔邦，并开始在当时的印共（马列）政治局委员萨蒂亚纳拉扬·辛格领导下工作。1971年，几乎整个比哈尔邦委员会都在辛格领导下从该党分离（由于他与查鲁·马宗达的意识形态分歧），而桑亚尔在比哈尔邦领导了支持马宗达的印共（马列）一部，并组织了杰哈纳巴德-帕拉木地区的成员。他于1973年被捕，并于1977年第一个左翼阵线政府释放政治犯时获释。1978年和其他人组成了印共（马列）统一组织，1982年该组织与印度共产党（马列）中央组织委员会一派合并为印度共产党（马列）党团结，他于1987年成为该党总书记。1998年，该党与印度共产党（马列）人民战争合并。他在切蒂斯格尔邦的巴斯塔尔地区工作时，在2004年印度共产党（马列）人民战争和印度毛主义共产主义中心合并为印度共产党（毛主义）中发挥了关键作用，并成为印度共产党（毛主义）政治局委员。 桑亚尔也活跃于贾坎德邦的帕拉木地区。
2005年12月在恰蒂斯加尔邦赖布尔的巴士站被捕， 但由于健康状况不佳而于2014年从监狱释放。他于2017年4月17日（78岁）在加尔各答去世。他患有癌症等疾病。